# Eunidia saucissea
Eunidia saucissea là một loài bọ cánh cứng trong họ Cerambycidae.